# Ba ngày hạnh phúc
Ba ngày hạnh phúc (Nhật: 三日間の幸福 Hepburn: Mikkakan no Kōfuku) là một ấn phẩm tiểu thuyết tiếng Nhật do Miaki Sugaru viết và E9L minh họa bìa, ASCII Media Works xuất bản lần đầu vào ngày 25 tháng 12 năm 2013. Mangaka Taguchi Shōichi đã chuyển thể cuốn tiểu thuyết thành manga với tựa đề Jumyō o Kaitotte Moratta. Ichinen ni Tsuki, Ichimanen de. ( 寿命を買い取ってもらった。一年につき、一万円で。 nghĩa: "Tôi bán sinh mệnh mình. Mỗi năm mười nghìn yên."), Shueisha xuất bản bộ truyện trên trang web và ứng dụng Shōnen Jump+. Tiểu thuyết kể về Kusonoki - người đã bán đi phần lớn tuổi thọ của mình vì sự bi quan về tương lai, trong khi điên cuồng cố gắng tìm kiếm hạnh phúc trong cuộc đời ngắn ngủi còn lại của mình nhưng bất cứ điều gì anh làm, anh đều nhận được kết quả sai lầm và Miyagi – một giám sát viên, người mà Kusonoki nhận ra rằng được sống với cô ấy là điều hạnh phúc nhất trong khoảng thời gian chưa đầy hai tháng nữa trong cuộc đời của anh.

## Nội dung
Kusunoki là một chàng trai hai mươi tuổi vô cùng bất mãn với sự tồn tại của mình. Vì thiếu tiền, anh buộc phải bán sách và đĩa CD, những đồ vật từng là niềm đam mê duy nhất của anh; người chủ cửa hàng khi hiểu được nhu cầu kiếm tiền của anh ta đã nói cho anh về sự tồn tại của một tổ chức mua thời gian, sức khỏe hoặc mạng sống. Kusunoki quyết định bán cả cuộc đời mình, chỉ để lại cho mình ba tháng và kiếm được số tiền nhỏ ba trăm nghìn yên. Bắt đầu từ ngày hôm sau, anh sẽ được giám sát bởi Miyagi, một cô gái trẻ cùng tuổi - để ngăn Kusunoki điên loạn, thực hiện những hành vi cực đoan đối với người khác cho đến ba ngày cuối cùng trước khi chết.
Chỉ Kusunoki mới có thể nhìn thấy Miyagi, và sau một thời gian ban đầu cảm thấy không thực sự tốt, cả hai bắt đầu mở lòng với nhau; Đặc biệt, cô nói với anh rằng cô buộc phải thực hiện vai trò giám sát do một khoản nợ ký hợp đồng với công ty bởi mẹ cô, người chưa bao giờ yêu cô. Kusunoki lập một danh sách các hoạt động mà anh ấy muốn làm trước khi chết, bao gồm cả việc gặp lại người bạn thời thơ ấu của mình là Himeno; ban đầu Himeo tỏ ra rất vui khi gặp lại anh, tuy nhiên cô đã để anh một mình giữa bữa tối. Trong tin nhắn, cô  nói rằng cô đã ghét anh ta từ lâu, và cô muốn tự tử ngay trước mắt anh ta, cho rằng Kusunoki "điên", vì những câu chuyện liên quan đến Miyagi mà anh đã kể cho cô ấy nghe trước đó, anh vẫn từ bỏ ý định trả thù vì hiểu rằng mình sẽ không có được bất kỳ niềm vui nào từ việc đó.
Theo thời gian, Kusunoki yêu Miyagi đến mức anh ấy nói chuyện ở mọi nơi và trước mặt bất kỳ ai: thói quen nói chuyện một mình của anh ấy khiến anh ấy nhanh chóng được biết đến ở thị trấn nhỏ nơi anh ấy sống. Anh bắt đầu sử dụng thời gian còn lại để cống hiến hết mình cho hội họa, anh phát hiện ra rằng nếu anh dành ba mươi ngày cuối đời để vẽ tranh, anh ta sẽ có một vị trí trong sử sách với tư cách là một nghệ sĩ. Tuy nhiên, Kusunoki muốn bán thời gian còn lại để trả một phần nợ cho Miyagi. Tháng còn lại của anh được định giá cực kỳ cao, giảm khoản nợ của Miyagi xuống chỉ còn ba năm làm việc. Tuy nhiên, sau khi biết được hành động của Kusunoki, Miyagi quyết định làm điều tương tự, bán cả cuộc đời mình. Cô rời khỏi công ty trong ba ngày, trong đó Miyagi có thể nhìn thấy tất cả mọi người và có thể dành thời gian còn lại cho người mình yêu.
Lý do cho sự lựa chọn của cả hai là họ không thể sống dù chỉ ba ngày mà không ở bên nhau, đến nỗi Kusunoki đã khẳng định: "Tôi sẽ chết mà không để lại bất cứ thứ gì, nhưng tôi không quan tâm. Tôi không còn nhắm đến sự vĩnh cửu, giấc mơ của tôi trong quá khứ. Sẽ không sao nếu không ai nhớ đến tôi... Bởi vì cô ấy ở bên cạnh tôi, và cô ấy mỉm cười với tôi. Riêng với điều này, tôi đã vượt qua được mọi thứ." Miyagi hỏi Kusunoki rằng anh ấy dự định trải qua "ba ngày hạnh phúc" cuối cùng của họ như thế nào.

## Truyền thông

### Tiểu thuyết
Tiểu thuyết có tên gốc là Mikkakan no Koufuku được viết bởi Miaki Sugaru. Bìa sách được vẽ bởi một họa sĩ có biệt danh là E9L. ASCII Media Works phát hàng cuốn tiểu thuyết dưới ấn hiệu Media Works Bunko vào ngày 25 tháng 12 năm 2013. IPM phát hành tiểu thuyết tại Việt Nam vào năm 2019 với tên gọi Ba ngày hạnh phúc. Tại khu vực Bắc Mĩ, Yen Press chịu trách nhiệm phát hành bản dịch tiếng Anh.
| # | Phát hành tiếng Nhật | Phát hành tiếng Nhật | Phát hành tiếng Việt | Phát hành tiếng Việt |
| # | Ngày phát hành       | ISBN                 | Ngày phát hành       | ISBN                 |
| - | -------------------- | -------------------- | -------------------- | -------------------- |
| 1 | 25 tháng 12, 2013    | 978-4-04-866169-0    | 26 tháng 1, 2019     | 978-604-351403-2     |

### Manga
Tiểu thuyết được họa sĩ Taguchi Shōichi chuyển thể thành manga với tên gọi Jumyō o Kaitotte Moratta. Ichinen ni Tsuki, Ichimanen de. ( 寿命を買い取ってもらった。一年につき、一万円で。 nghĩa: "Tôi bán sinh mệnh mình. Mỗi năm mười nghìn yên."), và đăng tải trên trang mạng và ứng dụng Shōnen Jump+ của nhà xuất bản Shueisha từ tháng 8 năm 2016 đến tháng 10 năm 2017. IPM phát hành manga bằng tiếng Việt vào năm 2021, tuy nhiên có khác biệt về nhan đề. Theo đó, tên gọi Ba ngày hạnh phúc vẫn được giữ nguyên.